# 刘以臧
刘以臧，福建闽侯人，中华民国官員。
民国16年夏季任霞浦县县长，任内见《霞浦县志》编修十年尚未完成，特聘福州名孝廉徐友梧为总纂，与地方人士协作三个月方得以完工。
民国26年，在家乡编纂福州云程刘氏家谱。